# Katie Taylor
Katie Taylor (Bray, 2 de juny de 1986) és una esportista irlandesa, especialitzada en boxa. Boxeja i entrena amb l'Associació Irlandesa de Boxa Amateur, ella és l'actual campiona Irlandesa, Europea, Mundial i Olímpica en la divisió de 60 kg. També ha representat el seu país com a jugadora de futbol gaèlic. És considerada com la més destacada atleta de la seva generació, sent l'abanderada del país durant els Jocs Olímpics d'Estiu de 2012 a Londres, on va guanyar una medalla d'or olímpica en la categoria de pes lleuger. Taylor va ser nomenada Esportista de l'Any al programa anual People of the Year Awards al setembre de 2012.